# Forever (Drake, Kanye West, Lil Wayne e Eminem)
Forever è un singolo dei rapper Drake, Kanye West, Lil Wayne e Eminem, pubblicato il 27 agosto 2009. La canzone fa parte della colonna sonora del film su LeBron James More Than a Game e della riedizione del sesto album di Eminem Relapse: Refill.

## Tracce
Download digitale
Testi e musiche di Aubrey Graham, Kanye West, Dwayne Carter Jr., Marshall Mathers III e Matthew Samuels.
1. Forever – 5:22

## Classifiche
| Classifiche (2009-10) | Posizione massima |
| --------------------- | ----------------- |
| Canada                | 26                |
| Irlanda               | 41                |
| Regno Unito           | 42                |
| Stati Uniti           | 8                 |
| Svizzera              | 68                |